# Yazd (provincie)
Yazd (Perzisch: استان یزد, Ostān-e Yazd) is een van de 31 provincies van Iran. De provincie is gelegen in het centrum van het land en de hoofdstad van deze provincie is Yazd.
Een bezienswaardigheid in de provincie is bijvoorbeeld het historische deel van Kharanaq.
Alborz · Ardebil · Oost-Azerbeidzjan · West-Azerbeidzjan · Bushehr · Chahar Mahaal en Bakhtiari · Fars · Gilan · Golestan · Hamadan · Hormozgan · Ilam · Isfahan · Kerman · Kermanshah · Noord-Khorasan · Razavi-Khorasan · Zuid-Khorasan · Khoezistan · Kohgiluyeh en Boyer Ahmad · Kordestan · Lorestan · Markazi · Mazandaran · Qazvin · Qom · Semnan · Sistan en Beloetsjistan · Teheran · Yazd · Zanjan